# Филимонова, Дарья Анатольевна
Дарья Анатольевна Филимонова (род. 23 апреля 1993, Омск) — российская спортсменка-баскетболист, атакующий защитник. Кандидат в мастера спорта России. Игрок молодёжной сборной России.
Одна из самых талантливых и перспективных молодых российских баскетболисток. Уже сейчас многие известные специалисты предрекают Дарье яркое спортивное будущее. Воспитанница омской СДЮСШОР 9 (тренеры — Алла Ивановна Герасимова и Елена Ивановна Лазуткина). В прошлом сезоне выступала за дублирующий состав, однако нынче заявлена за главную команду. В сезоне 2009/2010 вошла в число лучших игроков чемпионата Детско-Юношеской баскетбольной лиги (ДЮБЛ).